# Angus Deaton
Angus Stewart Deaton (Edinburgh, 19 oktober 1945) is een Brits-Amerikaans micro-econoom.
In 2015 kreeg hij de Prijs van de Zweedse Rijksbank voor economie voor zijn analyse van consumptie, armoede en welvaart. Hij is verbonden aan Princeton University.
1969: Frisch, Tinbergen ·
1970 : Samuelson ·
1971: Kuznets ·
1972: Hicks, Arrow ·
1973: Leontief ·
1974: Myrdal, Hayek ·
1975: Kantorovitsj, Koopmans ·
1976: Friedman ·
1977: Ohlin, Meade ·
1978: Simon ·
1979: Schultz, Lewis ·
1980: Klein ·
1981: Tobin ·
1982: Stigler ·
1983: Debreu ·
1984: Stone ·
1985: Modigliani ·
1986: Buchanan ·
1987: Solow ·
1988: Allais ·
1989: Haavelmo ·
1990: Markowitz, Miller, Sharpe ·
1991: Coase ·
1992: Becker ·
1993: Fogel, North ·
1994: Harsanyi, Nash, Selten ·
1995: Lucas ·
1996: Mirrlees, Vickrey ·
1997: Merton, Scholes ·
1998: Sen ·
1999: Mundell ·
2000: Heckman, McFadden ·
2001: Akerlof, Spence, Stiglitz ·
2002: Kahneman, Smith ·
2003: Engle, Granger ·
2004: Kydland, Prescott ·
2005: Aumann, Schelling ·
2006: Phelps ·
2007: Hurwicz, Maskin, Myerson ·
2008: Krugman ·
2009: Ostrom, Williamson ·
2010: Diamond, Mortensen, Pissarides ·
2011: Sims, Sargent ·
2012: Roth, Shapley  ·
2013: Fama, Hansen, Shiller  ·
2014: Tirole  ·
2015: Deaton  ·
2016: Hart, Holmström ·
2017: Thaler ·
2018: Nordhaus, Romer ·
2019: Banerjee, Duflo, Kremer ·
2020: Milgrom, Wilson ·
2021: Imbens, Angrist, Card ·
2022: Bernanke, Diamond, Dybvig ·
2023: Goldin ·
2024: Acemoglu, Johnson, Robinson
- Bibsys: 90396155
- Biblioteca Nacional de Chile: 000333801
- Biblioteca Nacional de España: XX1167632
- Bibliothèque nationale de France: cb12311000d (data)
- Catàleg d'autoritats de noms i títols de Catalunya: 981058507967706706
- CiNii: DA01317807
- Gemeinsame Normdatei: 122003020
- International Standard Name Identifier: 0000 0001 0921 1072
- Library of Congress Control Number: n79074344
- Nationale Bibliotheek van Letland: 000014873
- Mathematics Genealogy Project: 118907
- Bibliotheek van het Japanse parlement: 001186194
- Nationale Bibliotheek van Tsjechië: skuk0002216
- Nationale bibliotheek van Australië: 35034465
- Nationale Bibliotheek van Israël: 987007595553305171
- Nationale Bibliotheek van Polen: a0000002136210
- Nationale en Universitaire bibliotheek Zagreb: 000033221
- Nederlandse Thesaurus van Auteursnamen: 068712782
- ORCID: 0000-0002-9222-8023
- Réseau des bibliothèques de Suisse occidentale: 02-A003161773
- Istituto Centrale per il Catalogo Unico: MILV056270
- Système universitaire de documentation: 031997651
- Trove: 806945
- Virtual International Authority File: 85162145
- WorldCat: E39PBJwmYwYGfDvMfHVcrHbDbd